# Cold (chanson de Kanye West)
Pour les articles homonymes, voir Cold.
Singles de Kanye West
Mercy
(2012)
Singles par DJ Khaled
Take It to the Head
(2012)
Cold (à l'origine Theraflu puis Way Too Cold) est une chanson du rappeur américain Kanye West en collaboration avec le producteur de rap américain DJ Khaled et la contribution non créditée de DJ Pharris. C'est le second single extrait de l'album Cruel Summer du label GOOD Music. La chanson est sortie aux États-Unis le 17 avril 2012. Il est diffusé plus tard à la radio, le 8 mai 2012.

## Crédits
- Paroles de Kanye West et DJ Khaled
- Écrit par Kanye West, Chauncey Hollis, James Todd Smith, et Marlon Williams

## Sample
"Cold" contient une interpolation de "Illegal Search", écrit par James T. Smith et Marlon L. Williams.

## Clip
Le clip, réalisé par Hype Williams, montre Kanye West en train de rapper dans un couloir. DJ Khaled et Kim Kardashian y font des apparitions.

## Controverse
Lorsque le titre est publié sous son premier titre, Theraflu, l'entreprise pharmaceutique du même nom demande le changement du titre, car elle explique ne pas soutenir les propos tenus par le rappeur dans la chanson ; Kanye West y avouant notamment porter de la fourrure animale. Cela attira également les foudres de l'association PETA. De plus, une bouteille de médicament apparaissait sur la pochette de l'album, avant d'être remplacée par une bouteille blanche unie.

## Classements
| Classement (2012)              | Meilleure position |
| ------------------------------ | ------------------ |
| Canada (Hot 100)               | 85                 |
| États-Unis (Hot 100)           | 86                 |
| États-Unis (R&B/Hip-Hop Songs) | 69                 |

## Historique de sortie
| Pays       | Date          | Format                 | Label       |
| ---------- | ------------- | ---------------------- | ----------- |
| États-Unis | 17 avril 2012 | Téléchargement digital | Roc-A-Fella |
| États-Unis | 8 mai 2012    | Diffusion radio        | Roc-A-Fella |